# Lanvellec
Lanvellec (tiếng Breton: Lanvaeleg) là một xã của tỉnh Côtes-d'Armor, thuộc vùng Bretagne, tây bắc Pháp.

## Dân số
Người dân ở Lanvellec được gọi là Lanvellecois.